# North Hills (Los Ángeles)
North Hills (español: Cerros del Norte) es una comunidad en la región del norte central del Valle de San Fernando y dentro de la Ciudad de Los Ángeles, California.
Originalmente North Hills era una comunidad agrícola conocida como Mission Acres. Después de la Segunda Guerra Mundial, la comunidad suburbana, nuevamente desarrollada, fue rebautizada con el nombre de Sepulveda hasta los últimos años de 1990.

## Geografía
Northridge está al oeste, Panorama City está al este, Van Nuys está al sur, y Granada Hills está al norte.
Las vías principales incluyen: Sepulveda Boulevard y Roscoe Boulevard; las avenidas de Hayvenhurst, Woodley, y Haskell; y las calles de Lassen, Plummer, y Nordhoff. North Hills está rodeado por Balboa Boulevard y Bull Creek ("the wash") en el oeste, las calles de Devonshire y Lassen en el norte, el Pacoima Wash en el este, y Roscoe Boulevard en el sur. 
Los Códigos de área 747 y 818 sirven en la región. El código postal de North Hills es 91343.
North Hills contiene la Administración de Veteranos "Sepulveda Ambulatory Care Center", el cual sirve a los veteranos en el Valle de San Fernando, con cuidado residencial y de pacientes externos.
| Noroeste: Porter Ranch | Norte: Granada Hills Ruta Estatal de California 118 | Nordeste: La Misión del Señor Fernando, Rey de España Rómulo Pico Adobe |
| Oeste: Northridge      |                                                     | Este: Panorama City                                                     |
| Suroeste: Reseda       | Sur: Aeropuerto de Van Nuys Van Nuys                | Sureste: Van Nuys                                                       |

## Historia

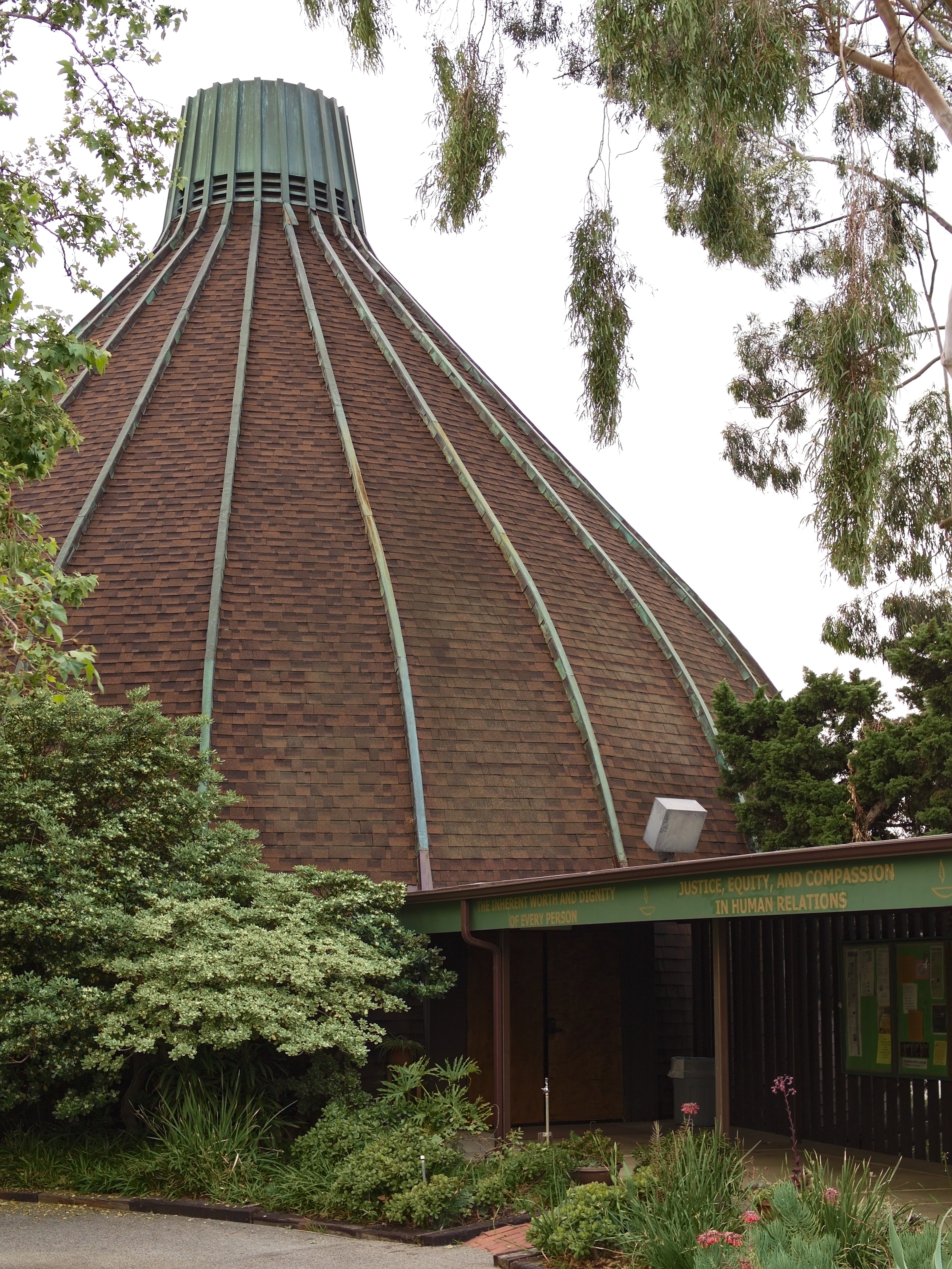
Sepulveda Unitarian Universalist Santuario de sociedad, también conocido como The Onion (La Cebolla), construido en 1964

En el tardío siglo XVIII y los principios del siglo XIX el sitio era parte del terreno de la Misión San Fernando Rey de España, hasta 1846 cuándo se hizo parte del Rancho "Ex-Misión San Fernando" de Andrés Pico, cerca del Rómulo Pico Adobe. Mission Acres era una comunidad agrícola creado por desarrolladores tempranos quiénes crearon parcelas de un acre para uso agrícola, con riego suministrado por el Acueducto de Los Ángeles en 1913.
La familia California Sepulveda quienes tienen una larga historia que empieza desde la fundación del Pueblo de Los Ángeles son la raíz de varios nombres de lugares en Los Ángeles, incluyendo la comunidad posguerra de Sepulveda. El Bulevar de Sepulveda es la calle primaria de tráfico de norte y sur que pasa dentro de North Hills.
En 1992, residentes de la mitad occidental de Sepulveda, hacia el oeste del San Diego Freeway, votaron para separarse de la sección oriental y formar una nueva comunidad con el nombre de North Hills. Después de esto, el valor de las propiedades en el occidente del San Diego Freeway bajó. Eventualmente, la ciudad también le cambió el nombre de la comunidad de Sepulveda a North Hills. Después, la ciudad formó el sub-barrio de "North Hills West" que empieza en el oriente del San Diego Freeway y llega hasta Bull Creek, y desde Roscoe y Devonshire. La mitad occidental fue nombrada el sub-barrio de "North Hills East."

## Gobierno

### Federal
- Tony Cardenas — 29º Distrito Congressional de California

### Estatal
- Alex Padilla — Distrito de Senado Estatal de California 20
- Adrin Nazarian — Distrito de Asamblea Estatal de California 46

### Ciudad de Los Ángeles
Miembros de ayuntamiento
- Nury Martínez — Distrito de Ayuntamiento de Los Ángeles de Martínez 6 (North Hills East)
- Felipe Fuentes — Distrito de Ayuntamiento de Los Ángeles 7 (North Hills East)
- Mitchell Englander — Distrito de Ayuntamiento de Los Ángeles 12 (North Hills West)

## En Media
North Hills ha sido una ubicación de filmación para escenas en varias películas y espectáculos televisivos, incluyendo: Grey's Anatomy, The Nick Cannon Show, Argo, My Name is Earl, Alpha Dog, The Neighbors, y Raising Hope.